# 三十九條信綱
《三十九條信綱》简稱《三十九條》，是新教聖公宗英格蘭教會（英國國教會）的教義文獻。《三十九條信綱》並不是信經，是英格蘭聖公會就一系列爭議問題提出的看法，其目的在於維持英格蘭聖公會和其他聖公宗的教會聯合一致。
《三十九條信綱》以聖餐、聖經與大公會議的權威以及預選說等為主要內容，雖然有幾條措詞曖昧，但是一般而言，這些信綱既反對極端天主教思想者，也反對極端的重浸派。
英國女王伊莉莎白一世治下，經過幾次努力，於1563年公布《三十九條信綱》，當時為了安撫天主教思想者，而未含關於领聖體的第29條，最後由1571年的教務會議全文通過。自1865年起，英國聖公會其中的教牧人員按規定必須確認這些原則。
《三十九條信綱》在英國曾長期用來測試個人是否忠實於英國國教會的信仰，譬如直到牛津運動前，進入牛津大學的學生都必須宣讀《三十九條信綱》。牛津運動的發起人之一若望·亨利·紐曼（紐曼最後脫離了英國國教會，成為了天主教司鐸）曾發表《90號書冊》，發表自己對《三十九條信綱》的解讀，並認為《三十九條信綱》並不直接反對天主教會的傳統，只是指出一些需要修正的具體做法。今日部分盎格魯大公主義者認可紐曼對《三十九條信綱》的解讀並據此進行信仰實踐。也有一部分盎格魯大公主義者選擇無視《三十九條信綱》中部分反對天主教傳統（如聖體變質說等）內容。